# Bruce Soord
Bruce Soord is het debuutalbum van Bruce Soord als soloartiest. Hij is dan al jaren leider van The Pineapple Thief (TPT), dat zich in de periode voorafgaand aan dit album steeds meer als muziekgroep neerzette. Soort leverde onder die bandnaam vooral in de beginperiode albums af waar hij als enige speelde (de overige namen van bandleden waren aliases van hem). In tegenstelling tot het werk van TPT nam Soord voor dit album liedjes op die meer richting luisterliedjes gaan. Het album bevat muziek in de mengeling van progressieve rock en singer-songwriter. De vergelijkingen met het stemmige repertoire van Porcupine Tree en Radiohead werden ook dit maal gemaakt. Het album leverde hem een aantal soloconcerten op. Opnamen vonden plaats in zijn eigen geluidsstudio in Yeovil.

## Musici
- Bruce Soord: alle muziekinstrumenten behalve
- Darren Charles – gitaar (tracks 2, 3, 4, 5, 8, 9)
- Steve Kitch – enkele bijdragen op toetsinstrumenten (tracks 2, 3, 4, 6)

## Muziek
| Nr. | Titel              | Duur |
| --- | ------------------ | ---- |
| 1.  | Black smoke        | 3:30 |
| 2.  | Buried here        | 4:23 |
| 3.  | The odds           | 3:37 |
| 4.  | A thousand daggers | 4:49 |
| 5.  | Willow tree        | 5:18 |
| 6.  | Born in delusion   | 4:13 |
| 7.  | Field day, part 1  | 3:35 |
| 8.  | Field day, part 2  | 1:50 |
| 9.  | Familiar patterns  | 4:18 |
| 10. | Leaves leave me    | 5:21 |